# 一之瀬まゆ
一之瀬 まゆ（いちのせ まゆ、8月31日 - ）は、日本の元モデル、タレント。

## 人物
趣味はロボット、ピアノ。特技は連想ゲームとリバーシ。
「ロボット好きのアイドル＝ロボドル」の異名をもち、自分でロボットを組み立てたり大会に出場したりするほどのロボット好き。高校生の時に深夜に再放送されていた「機動戦士ガンダム」の影響でロボットに興味を持ち始めた。好きなモビルスーツはアッガイ。本人のブログによると、好きなのはあくまでも「ガンダム」で、事務所の関係者が「ガンダムが好きだったら、ロボットも好きだよね?」と話を持ちかけられたのがロボドルとしての活動のきっかけであり、それまではロボット全般に関しては全く関心がなかったという。

## 来歴
- 2002年から2003年12月までSien,neに所属し、廣瀬真実とともに「雅」としてライブ活動を行う。当時の芸名は美咲真柚。雅は2003年12月14日Sien,ne Festa Finalにて活動終了。
- 改名前は秋葉原のメイド喫茶「Cafe Wish Doll」でメイドをしていた。
- 2006年9月から2007年6月までフジサンケイ ビジネスアイの連載「"脱"団塊AFRESH」のイメージキャラクターを務める。
- 2007年6月からフジサンケイ ビジネスアイの連載「ロボット大集合」のイメージキャラクターを務め、ロボットについて何も知らないアイドルがロボットを組み立てる企画「"ロボドル"一之瀬まゆのロボット大好き」のブログを開始する（現在は閉鎖）。「ロボドル」という言葉がここで初めて登場する。
- 2010年3月12日。ブログ上にて芸能活動の休止を宣言した。

## 出演

### テレビ
- 空想科学バラエティ ロボつく（テレビ東京系、2008年10月3日 - 2009年3月27日）
- BS熱中夜話・ロボットナイト（NHK・BS2、2008年11月13日）

### インターネットテレビ
- 将棋ニュースプラス（BIGLOBEストリーム）

### CM
- キリンビール「キリンラガービール」 - 松任谷由実のライブに来ている客 役